# Der Fall Wagner

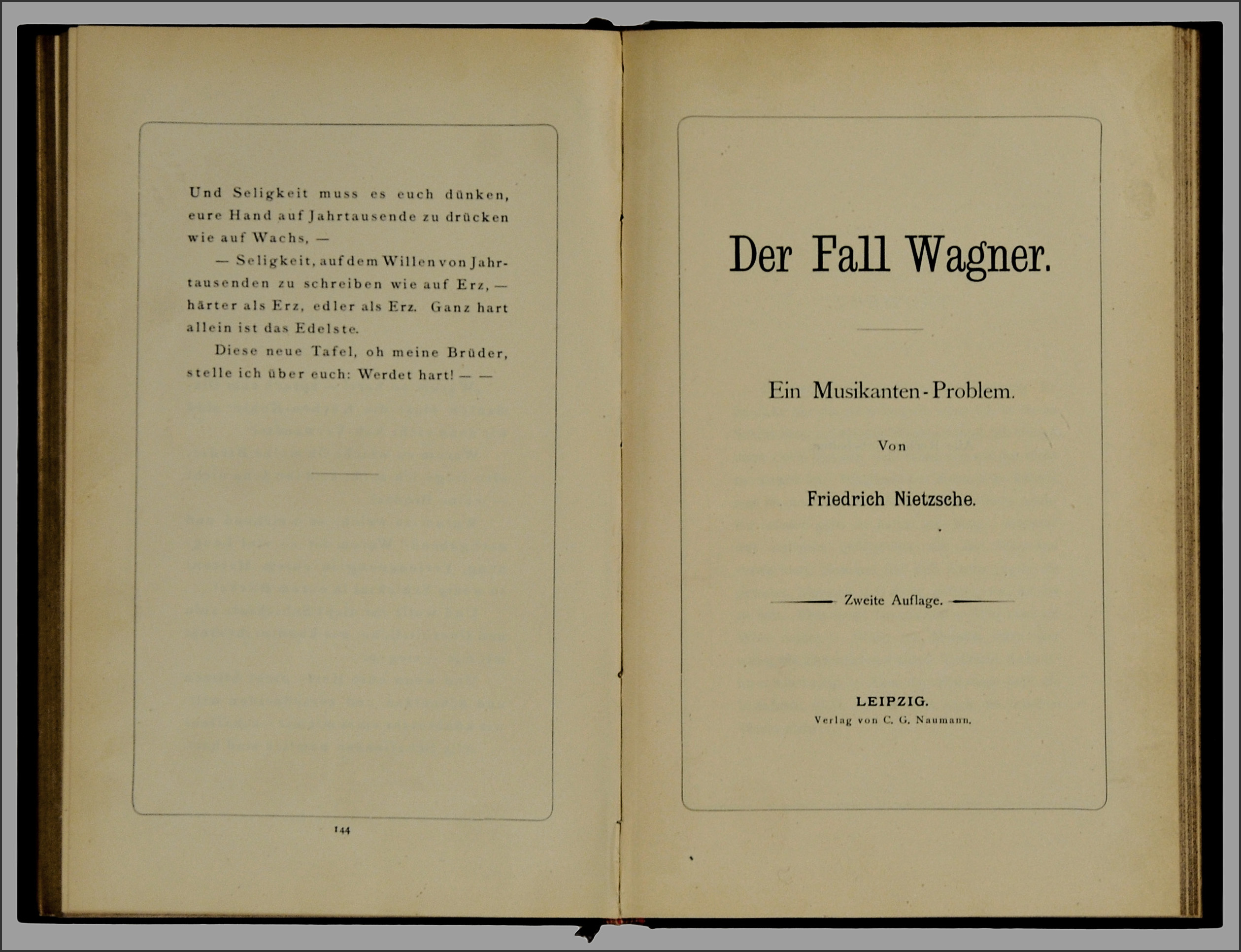
Zweite Auflage.

Die Schrift Der Fall Wagner zählt zum Spätwerk Friedrich Nietzsches, es ist das letzte Werk, das er noch selbst, 1888, veröffentlichte. 
Es gehört zum sogenannten „Turiner Nachlaß“, also den Schriften, die Nietzsche im Jahre 1888 kurz vor seinem geistigen Zusammenbruch schrieb. Wie in seiner Götzen-Dämmerung, einer parodistischen Anspielung auf Wagners Götterdämmerung, in Nietzsche contra Wagner und in Ecce homo setzt sich Nietzsche mit Richard Wagner zunehmend kritisch auseinander.
So hieß es dort: „Mein größtes Erlebnis war eine Genesung. Wagner gehört bloß zu meinen Krankheiten.“ Nietzsches Kritik an Wagner ist vielschichtig, und obwohl sie sich vor allem am Spätwerk, dem Parsifal entzündete, bezog er sie nun auch auf frühere Werke und den Ring des Nibelungen, den er in den Unzeitgemäßen Betrachtungen noch gefeiert hatte. Als ehemaliger „Schüler“ Schopenhauers (Schopenhauer als Erzieher), der sich später gegen den Pessimismus seines Lehrers stellte, analysierte Nietzsche dessen Einfluss auf Wagner. Habe Wagner als revolutionärer Denker zunächst in Verträgen, Gesetzen, Institutionen das Übel der Welt erblickt – das Vertragsmotiv im Ring –, änderte sich später sein Weltbild, und das christliche Motiv der Erlösung trat in den Mittelpunkt. Viele Figuren Wagners sollten fortan „erlöst“ werden. Wagners „Schiff“ sei nach der „Götterdämmerung der alten Moral“ lange Zeit „lustig auf dieser Bahn“ (des Optimismus) gelaufen, bis es auf das „Riff“ der Schopenhauerschen Philosophie gefahren sei. Er habe dann den Ring ins Schopenhauersche übersetzt: Alles auf der Welt laufe schief, und alles gehe zugrunde. So sei nur das Nichts, die Auslöschung, die „Götterdämmerung“, die Erlösung – und dieses Nichts werde von Wagner nun unaufhörlich gefeiert. Nietzsche wiederholt mehrmals, dass Wagner der Künstler der „Décadence“ sei.